# 轎跑車

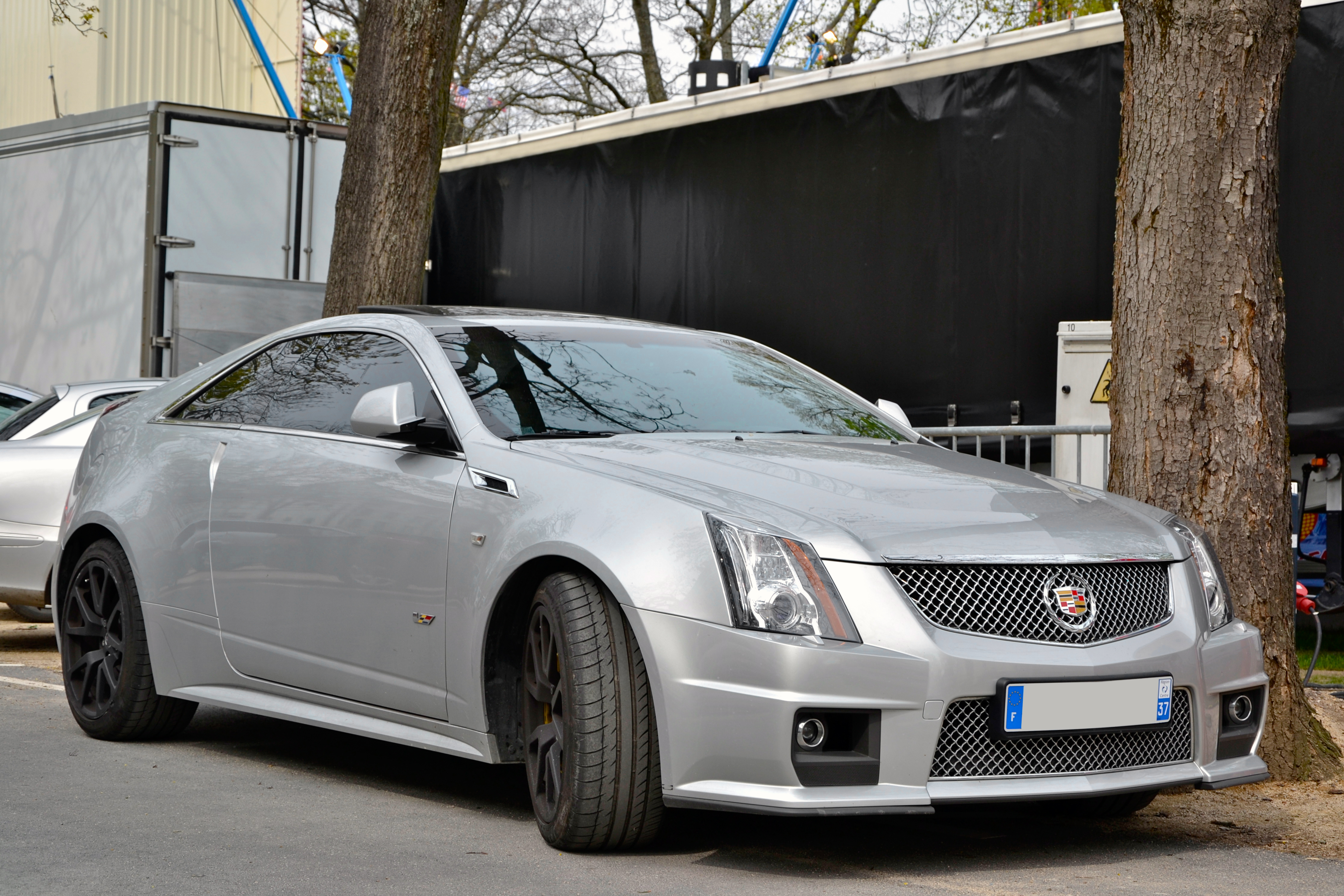
凱迪拉克CTS是典型轎跑

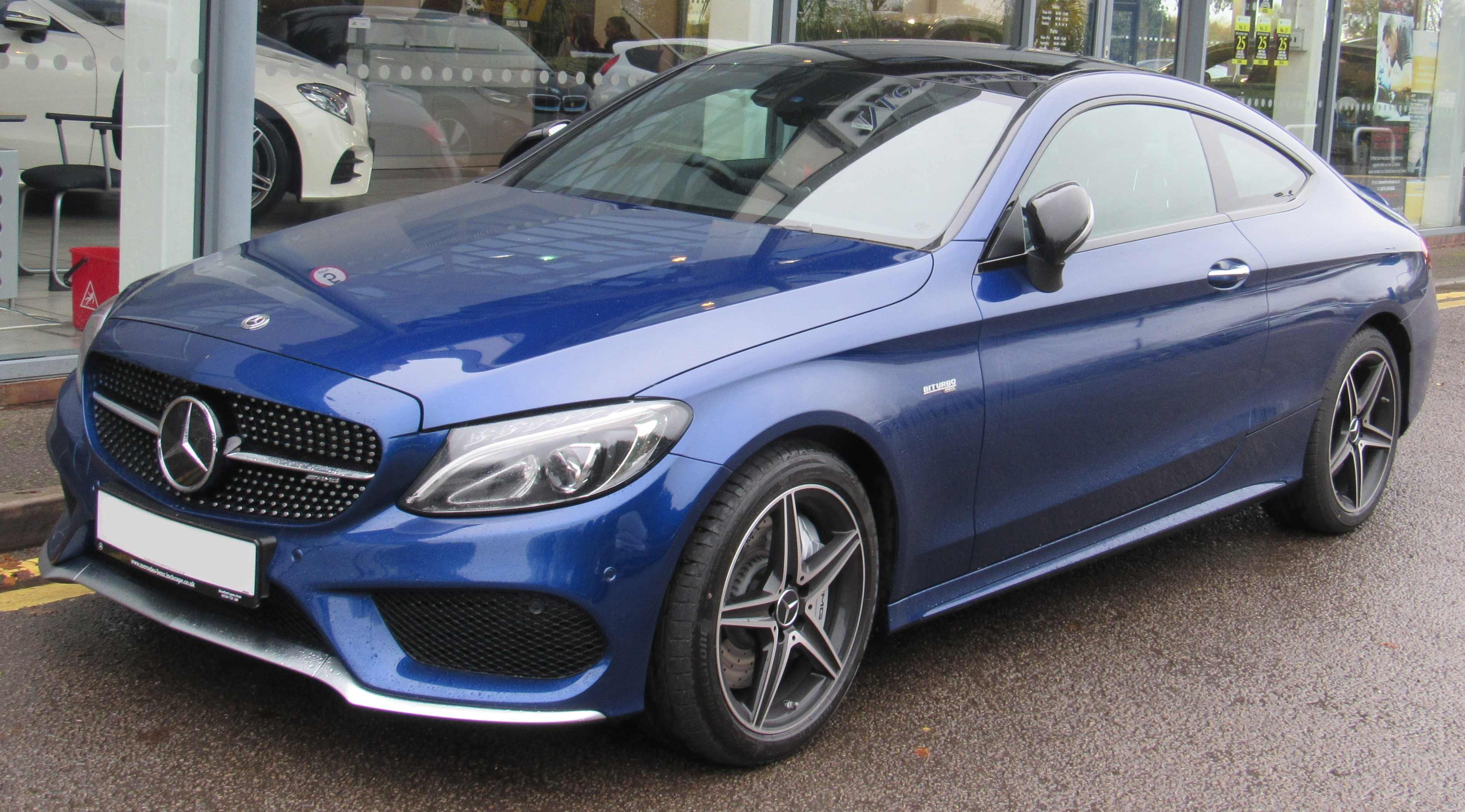
梅賽德斯-賓士C系列

轎跑車（法語：Coupé）是指看起来像跑车的雙門的轎車。
Coupé的字義是裁切的意思，原本是把四人座的馬車構型「裁切」成兩人座的馬車，因此車種會比四人座的標準款較短。這種風格延續到自動車上，它是轿车的一种变化车型，有時其實就是高性能轎車的代名詞。但一些汽车制造商也会使用该称呼指代一些车顶轮廓线较低的四门轿车（如：梅赛德斯-奔驰CLS系列）。也有未发行轿车版的车型，通常是一些豪华跑车（如：保时捷911）。由于这些车型较为特殊的定位，销量较少。
还有一类结合轿跑车与敞篷车特点的硬顶敞篷车。

## 代表车型
目前具代表性的轎跑車車款計有：
- 阿尔法·罗密欧4C
- 奥迪TT(擁有雙座位純種跑車版本)
- 奥迪A5
- 宝马1系轿跑版
- 宝马2系轿跑版
- 宝马3系轿跑版
- 凱迪拉克CTS轿跑版
- 福斯CC
- 福斯Arteon
- 现代劳恩斯轿跑版
- 無限G双门轿跑版
- 起亚Pro C'eed
- 馬自達RX-8
- 賓士C级轿跑版
- 賓士E级轿跑版
- 迷你Cooper
- 欧宝雅特GTC
- 标致RCZ
- PGO HEMERA
- 保時捷卡曼(有雙座版本)
- 雷诺梅甘娜轿跑版
- 雷诺拉古那轿跑版
- 速霸陸Impreza
- 豐田AE86
- 福斯尚酷

### 一些豪华跑车
- 宾利欧陆GT
- 宝马6系
- 雪佛兰Camaro
- 雪佛兰科尔维特
- 捷豹XK
- 玛莎拉蒂GranTurismo
- 賓士CL/S-Class coupe
- 劳斯莱斯幻影
- 劳斯莱斯幻影轿跑版
- 劳斯莱斯魅影